# Jack Johnson (boxeador)
John Arthur Johnson (Galveston, 31 de março de 1878 - Raleigh, 10 de junho de 1946) foi um pugilista americano, que entrou para história ao ter se tornado o primeiro boxeador negro campeão mundial dos pesos-pesados, título este que foi conquistado em 1908 e mantido até 1915.
O lutador tambem se tornou notorio como um homem negro casado com uma mulher branca, e estava ligado a outras mulheres brancas. Johnson foi preso sob a acusação de violar a Lei Mann - proibindo alguém de transportar uma mulher através das fronteiras do estado para "fins imorais" - uma acusação de motivação racial que o envolveu em polêmica por seus relacionamentos, incluindo casamentos, com mulheres brancas. Condenado a um ano de prisão, Johnson fugiu do país e lutou lutas de boxe no exterior por sete anos até 1920, quando cumpriu sua pena na penitenciária federal de Leavenworth.  
Johnson continuou lutando por anos e administrando negócios. Ele morreu em um acidente de carro em 10 de junho de 1946, aos 68 anos. Ele está enterrado no cemitério de Graceland em Chicago. Em 24 de maio de 2018, Johnson foi formalmente perdoado pelo presidente dos EUA, Donald Trump . 

## Biografia
Filho de ex-escravos, Jack Johnson nasceu em Galveston, no Texas. Johnson estudou por apenas cinco anos, tendo largado a escola para trabalhar como estivador nas docas.

### Início de carreira
Johnson iniciou sua carreira no boxe, discretamente, em 1897, não tendo enfrentado grandes adversários até 1901, quando perdeu para o consagrado Joe Choynski. Esta luta mudaria a carreira de Johnson, não pelo que aconteceu no ringue, mas sim pelo que se sucedeu ao término da luta. Detidos na prisão após a luta, Choynski e Johnson permaneceram um mês encarcerados juntos, o que acabou selando uma amizade entre os dois, que levou o veterano Choynski a se tornar o treinador de Johnson.
Em uma época de extrema segregação racial na América, Johnson teve de perseguir primeiro o posto de maior lutador negro de seu tempo, antes de poder pensar em conquistar o título mundial. Após travar grandes duelos contra John Haines e Hank Griffin, em 1902, Johnson conseguiu uma importante vitória contra Frank Childs, que colocou-o em posição de desafiar o campeão Denver Ed Martin.
Assim sendo, em 1903, Johnson derrotou Denver Ed Martin e tornou-se campeão mundial negro dos pesos-pesados, título este que o levou a desafiar o campeão mundial dos pesos-pesados James Jeffries. Naturalmente, seguindo o pensamento segregacionista da época, Jeffries recusou-se a colocar seu título em disputa contra Johnson, pois apesar de lutas inter-raciais já acontecerem naquele tempo, a defesa de um título mundial contra um negro ainda era algo inconcebível para a sociedade branca.

### Estilo de luta
O estilo distinto de Johnson boxear também foi alvo de críticas pela imprensa discriminatória da época. Lutando defensivamente, sempre a espera de um erro do adversário, que lhe permitisse uma abertura para um golpe mais preciso e cauteloso, Johnson foi tachado pelos jornais como um lutador covarde e desonesto. Em contrapartida, uma década antes, essa mesma imprensa enaltecia o então campeão Jim Corbett, chamando-o de "o mais inteligente homem no mundo do boxe", sem levar em consideração que Johnson basicamente repetia as mesmas táticas introduzidas por Corbett.

### Conquista do título mundial
Não obstante, com a ascensão do canadense Tommy Burns à condição de campeão mudial dos pesos-pesados, Johnson vislumbrou uma nova oportunidade de tentar disputar o título mundial. Assim, quando Burns inciou sua volta ao mundo, Johnson seguiu-o pela Inglaterra, e depois até a Austrália, sem nunca perder uma chance de instigar o campeão diante dos jornalistas.

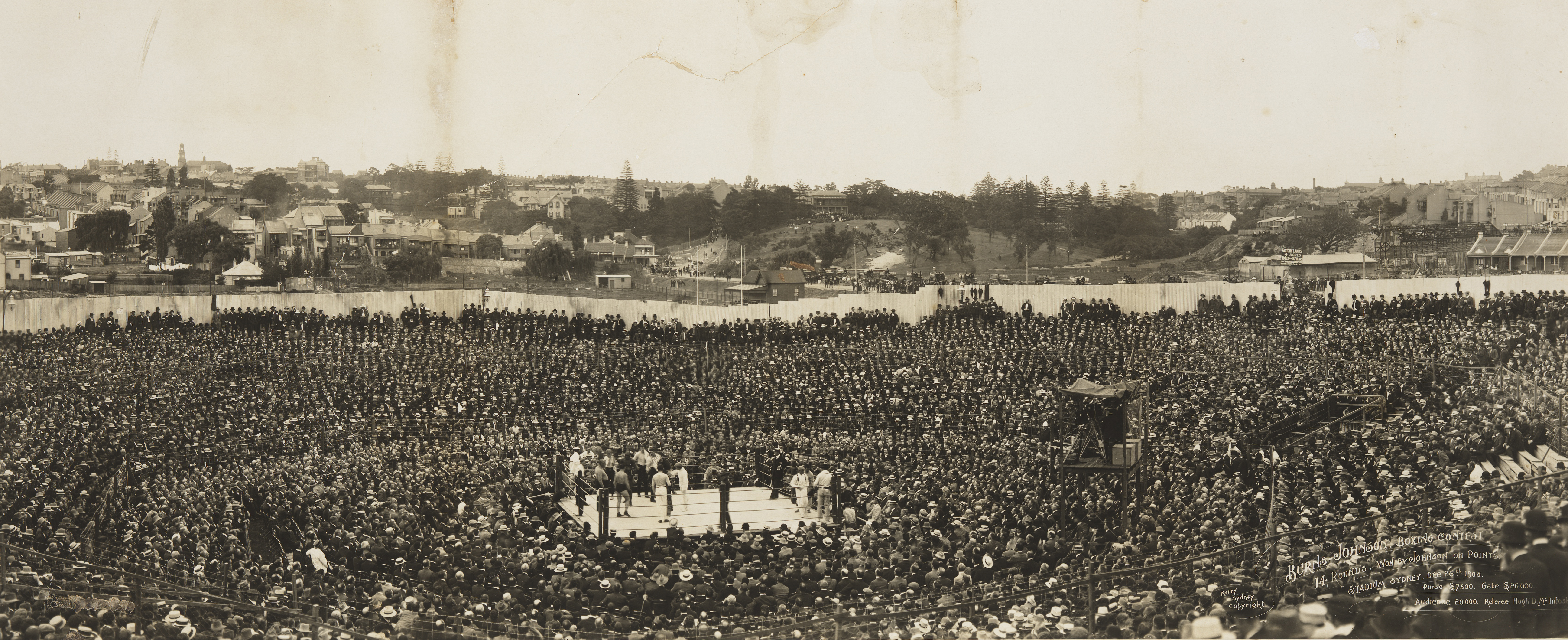
Sydney Stadium durante a luta Johnson-Burns em 26 de dezembro de 1908

Finalmente, em dezembro de 1908, Tommy Burns e Jack Johnson subiram ao ringue, em uma inédita disputa pelo título mundial dos pesos-pesados. Realizada em Sydney, na Austrália, a luta atraiu a atenção de um público de mais de vinte mil pessoas, que assistiu à técnica de Johnson prevalecer sobre a agressividade do campeão Burns. A filmagem da luta foi cortada quando se tornou evidente que Johnson iria nocautear Burns, porém como a polícia interrompeu o combate no 14º assalto, coube ao árbitro declarar Johnson como o vencedor e novo campeão mundial dos pesos-pesados.
Após a vitória de Johnson sobre Burns, a questão racial tomou proporções tão profundas, que se deu início à época das "esperanças brancas", um período em que a reconquista do título mundial por um pugilista branco se tornou o foco no mundo do boxe. Nunca antes na história houvera um campeão tão impopular quanto Johnson, cujo reinado teve de ser testado tantas e tantas vezes. Somente em 1909, Johnson teve de defender seu título conta as "esperanças brancas" Philadelphia Jack O'Brien, Tony Ross e Al Kaufman, além de um embate contra o terrível campeão mundial dos pesos-médios Stanley Ketchel.

### A Luta do Século

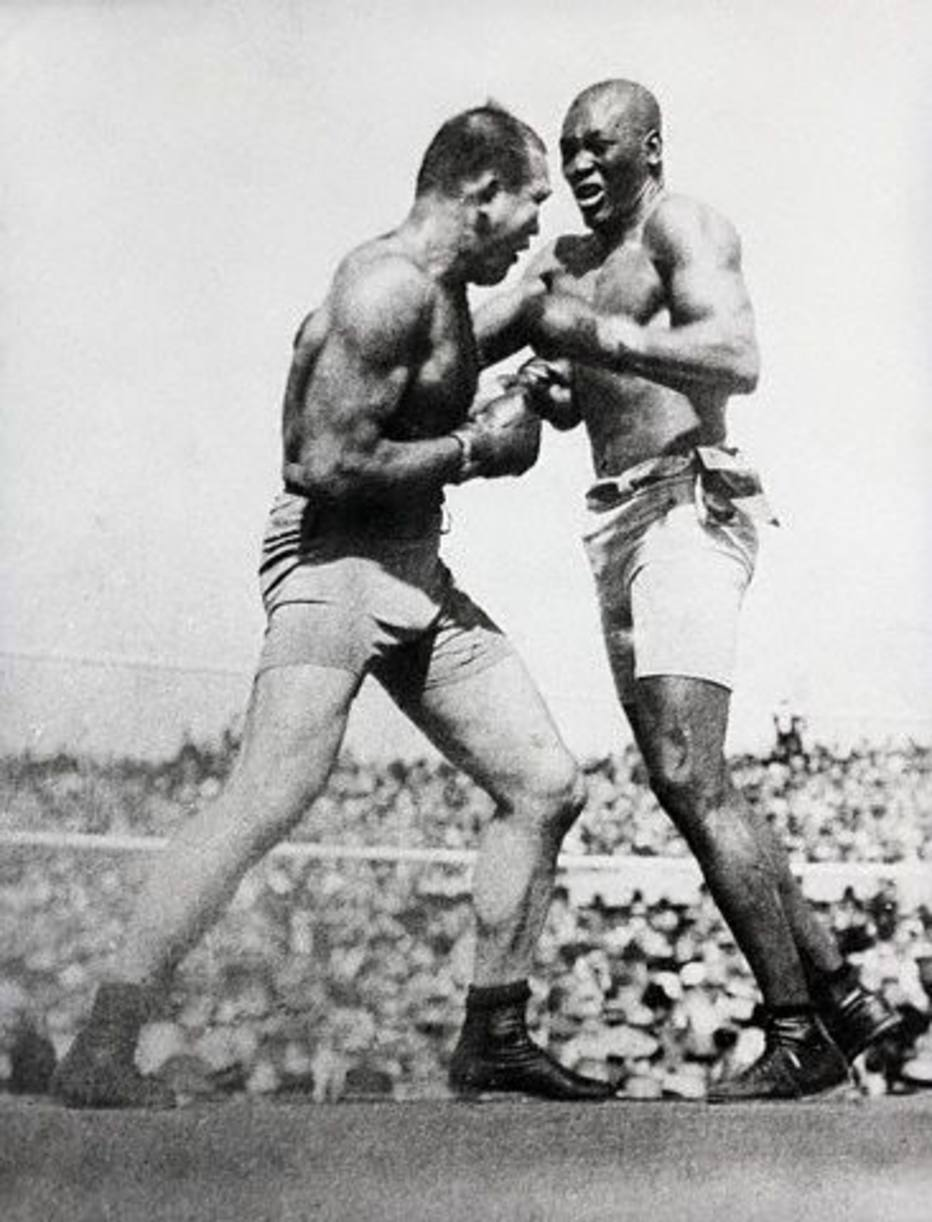
Luta de Johnson contra Jeffries, 1910

Em 1910, o campeão dos pesos-pesados James Jeffries, que havia se aposentado invicto cinco anos antes, decidiu retornar aos ringues com o único intuito de destronar o campeão negro Jack Johnson. Porém, mais do que um desafio pessoal, Jeffries deixou bem claro que a razão da luta era por uma questão racial, quando proferiu a seguinte frase: "Eu vou entrar nessa luta apenas pelo simples propósito de provar que um homem branco é melhor do que um negro". 
Acontecida em 4 de Julho de 1910, em Reno, Nevada, a chamada "Luta do Século" juntou um público´ de vinte e dois mil espectadores, rendendo uma bilheteira de duzentos e vinte e cindo mil dólares. Inflamada com coros racistas contra Johnson, a torcida presenciou estupefacta a queda da "grande esperança branca" no 15º assalto da luta. Jeffries, que nunca havia sofrido uma queda antes na carreira, conseguiu se reerguer, tão somente para tornar a ser derrubado por Johnson. A multidão passou então a pedir o encerramento da luta, a fim de prevenir o nocaute de Jeffries.
Com a vitória sobre o grande James Jeffries, Johnson silenciou de vez todos os seus críticos, que tentavam desvalorizar seu título conquistado frente à Tommy Burns, sob a alegação de que o lutador canadense era um falso campeão. Por outro lado, nas ruas, o desdobramento do resultado da "Luta do Século" foi uma onda de violência racial, em confrontos que aconteceram em mais de cinquenta cidades, ao longo de todo os Estados Unidos, e que resultaram em pelo menos vinte e cinco mortes, além de centenas de feridos.

### Perda do título e final de carreira
Após seu triunfo contra Jeffries, Johnson defendeu com sucesso seu título mais seis vezes, antes de acabar perdendo ele, em 1915, para o grandalhão Jess Willard. A luta entre Johnson e Willard, ocorrida em Havana, Cuba, foi presenciada por um público de vinte e cinco mil pessoas, que assistiram à derrocada de Johnson, quando este foi nocauteado por Willard no 26º assalto, em uma luta programada para durar 47 assaltos.
Com a derrota de Johnson para Willard, findou-se a era das "esperanças brancas", haja vista que o título estava de volta às mãos de boxeador branco. Quanto à Johnson, este seguiu lutando por muitos anos após ter perdido seu cinturão, tendo se mantido relativamente ativo até o começo da década de 1940. A última luta registada de Johnson aconteceu em 1938, quando ele já tinha 60 anos de idade.

### Falecimento e posteridade
Johnson faleceu em 1946, aos 68 anos, vítima de em um acidente de carro. Seu corpo encontra-se sepultado no Graceland Cemetery, em Chicago.
Em 1990, Jack Johnson fez parte da primeira seleção de boxeadores que entraram para galeria dos mais distintos boxeadores de todos os tempos, que hoje estão imortalizados no International Boxing Hall of Fame.